# Rubens Belfort Mattos Junior
Rubens Belfort Mattos Junior (São Paulo, 17 de março de 1946) é um médico brasileiro.
Foi eleito membro da Academia Nacional de Medicina em 1998, assumindo, no dia 28 de novembro de 2019, a presidência da Academia. Primeiro presidente eleito fora do Rio de Janeiro em 190 anos, Rubens graduou-se pela Escola Paulista de Medicina (UNIFESP) em 1970. Especializou-se em oftalmologia, obtendo mestrado e doutorado em microbiologia/imunologia pela mesma instituição, além um doutorado em Oftalmologia pela Universidade Federal de Minas Gerais. Possui livre-docência pela Escola Paulista de Medicina, sendo professor titular de Oftalmologia.
Em uma pesquisa realizada pela Folha de S.Paulo com 822 especialistas da cidade de São Paulo, Belfort foi eleito como um dos melhores oftalmologistas. Trabalhando na área de pesquisa com doenças infecciosas, publicou mais de 150 artigos e escreveu 10 livros. Atende em consultório particular, no Hospital São Paulo e no Instituo da Visão, além de pesquisar e trabalhar como docente na Universidade Federal de São Paulo, sendo pesquisador 1A do CNPq.
Reconhecido nacional e internacionalmente, Belfort já atuou em diversos congressos e conferências, como: American Journal of Ophtalmology (EUA, 1991); American Academy Ophthalmology (EUA, 1998) e The Burnier International Ocular Pathology Society (Canadá, 2010). Autor do livro "Oftalmogeriatria", recebeu o prêmio Jabuti em 2009 como segundo melhor livro de Medicina do país.